# Andocs
Andocs è un comune dell'Ungheria di 1.193 abitanti situata nella contea di Somogy, nell'Ungheria centro-occidentale.